# Hygrolembidium ventrosum
Hygrolembidium ventrosum (Mitt.) Grolle, 1971 è un'epatica fogliosa della famiglia Lepidoziaceae. Descritta originariamente con il basionimo Lembidium ventrosum Mitt., 1876, è riportata anche come Hygrolembidium ventrosum (Mitt.) R. M. Schust., 1963.

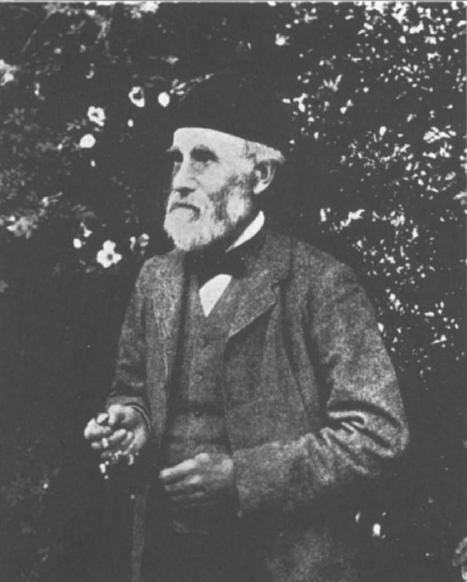
William Mitten (1819-1906)

I primi esemplari furono rinvenuti nel gennaio-febbraio 1874, su una collina a NW di Mont Crozier, sulla Péninsule Courbe, nella Grande Terre, l'isola principale dell'arcipelago francese delle Kerguelen.
Furono raccolti nel corso della Spedizione Challenger del 1872-1876, dal naturalista britannico Henry Nottidge Moseley e affidati per la determinazione al briologo inglese William Mitten.
Mitten, esperto epaticologo, considerato «the premier bryologist of the second half of the nineteenth century», ritenne motivata l'istituzione di una nuova specie che assegnò alla famiglia Lepidoziaceae, con il nome specifico di Lembidium ventrosum.
La denominazione di Mitten si sarebbe conservata fino al 1963 quando l'epatica sarebbe stata trasferita nel nuovo genere Hygrolembidium, fondato dal briologo statunitense Rudolf Mathias Schuster.

## Descrizione
La diagnosi della nuova specie fu pubblicata in una monografia sui muschi e sulle epatiche raccolti durante la Spedizione Challanger, edita dalla Linnean Society of London nel 1877.
Successivamente Mitten ridescrisse la nuova specie nel 1879, in un articolo sulle crittogame raccolte a Kerguelen durante il Transit of Venus Expedition del 1874-75.
Più recentemente, una panoramica sul taxon è stata pubblicata dai briologi Halina Bednarek-Ochyra, Jiří Váňa, Ryszard Ochyra e Ronald I. Lewis Smith, in un volume monografico sulle epatiche antartiche, edito nel 2000.
Le piantine di H. ventrosum sono di piccole dimensioni e crescono formando tappetini compatti o cuscinetti di colore per lo più giallastro, da giallo-verde chiaro a verde-biancastro.
I fusticini principale (caulidi), eretti, alti circa 5 mm, non ramificati o con rami laterali intercalari o ventrali intercalari e, a volte, con lunghi e sottili stoloni, mostrano in sezione trasversale, diverse file di cellule corticali a parete cellulare sottile che circondano cellule medullari un po' più grandi, disposte su 8-10 file. Rizoidi diffusi.
Le foglioline vegetative (fillidi), da contigue a strettamente embricate, da sub-erette a obliquamente divaricate, da concave a orbicolare ad ampiamente ovate, hanno inserzione fogliare leggermente succube o orientata trasversalmente con la lamina fogliare che mostra, in sezione traversale, 2-3 strati di cellule da sub-quadrate a sub-rettangolari, a pareti spesse e assenza di trigoni.
Le foglioline dell'anfigastrio sono piccole, poco appariscenti, da piane a leggermente concave, ovate e leggermente bifide o bidentate.
Il sistema sessuale è dioico. La gametangescenza femminile (gineceo) è su rami gineceali ventrali-intercalari. Le brattee circostanti sono concave e larghe e le bratteole di forma lineare o sottilmente ovata. I perianzi, che racchiudono gli archegoni, hanno approssimativamente la forma d'uovo, e un'apertura da spinoso-dentata a lobulata. Non sono noti l'androceo e lo sporofito.

## Distribuzione e habitat

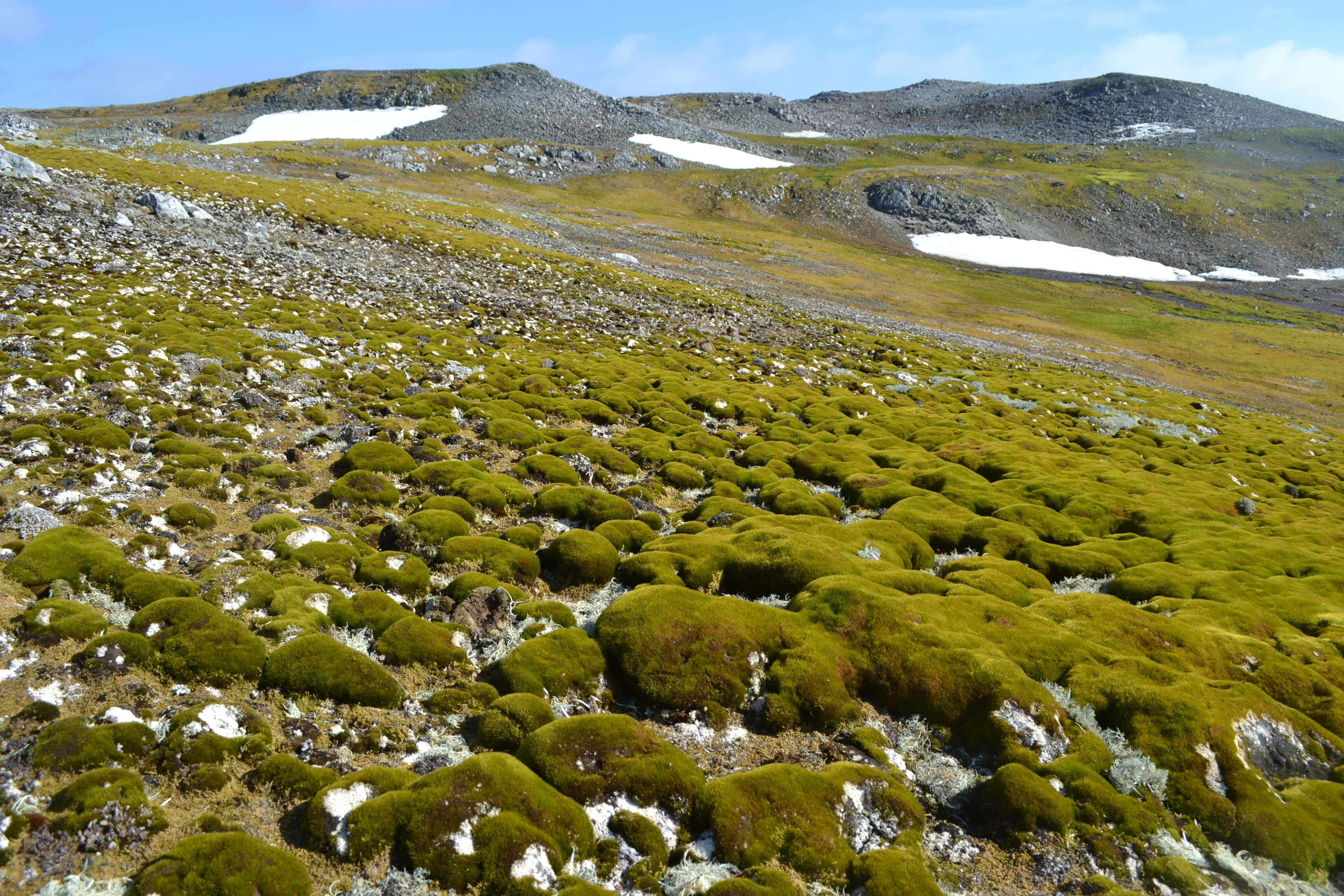
Isola Ardley, la più meridionale delle stazioni di ritrovamento di H. ventrosum.

H. ventrosum è una specie piuttosto rara con un areale di distribuzione che include numerose isole sub-antartiche dell'Oceano Indiano meridionale, quali l'arcipelago delle Kerguelen, l'isola Marion e l'isola del Principe Edoardo e l'arcipelago delle Isole Crozet delle Terre australi e antartiche francesi.
Più a sud, nell'ecozona antartica marittima, l'epatica è stata rinvenuta nelle Orcadi Meridionali (isola di Signy) e nelle Shetland Meridionali dove, nell'Isola Ardley, situata nella baia di Maxwell, vicino alla Penisola Fildes all'estremità sud-occidentale dell'isola di re Giorgio, è localizzata la più meridionale delle stazioni conosciute di rinvenimento del taxon, a 62°13' di latitudine Sud.
Nell'Antartide marittimo H. ventrosum si ritrova su suolo leggermente umido frammisto in associazione con i muschi Andreaea regularis MüIl. Hal. 1890, Pohlia cruda (Hedw.) Lindb., 1879 e Polytrichastrum alpinum (Hedw.) G.L. Sm., 1971, in comunità con Usnea aurantiaco-atra (Jacq) Bory, 1826 (=Usnea fasciata Torr. 1823).

## Tassonomia
L'epatica raccolta nel 1874 fu riconosciuta da Mittem come specie nuova e assegnata al genere Lembidium, istituito dallo stesso Autore nel 1867, e denominata con l'epiteto specifico ventrosum.
Nel 1963, R. M. Schuster, nella prima di una serie di monografie sulle epatiche degli antipodi, istituì il nuovo genere Hygrolembidium, nel quale ritenne di trasferire la nuova specie descritta da Mitten. Schuster pubblicò la nuova combinazione Hygrolembidium ventrosum (Mitt.) Schust. che conservava l'epiteto specifico dell'originaria denominazione binomiale adottata da Mitten, ma ne non citava in maniera completa il basionimo, rendendolo, di conseguenza, un nomen invalidum.
Il trasferimento corretto nel nuovo genere Hygrolembidium si deve al briologo tedesco Riclef Grolle che, nel 1971, in un report sulle epatiche raccolte nelle isole del Principe Edoardo, durante la South African Biological & Geological Expedition del 1965-1966, pubblicò la nuova combinazione Hygrolembidium ventrosum (Mitt.) Grolle, attualmente accettata.